# Summer Love
Cet article possède un paronyme, voir Summer of Love (homonymie).
Singles de Justin Timberlake
Until the End of Time
(2007) 4 Minutes
(2007)
Summer Love est une chanson du chanteur de pop américain Justin Timberlake. C'est le quatrième single issu de son second album FutureSex/LoveSounds. Le single est sorti le 10 avril 2007 avec en Europe le titre Until the End of Time en piste 2. Le clip de Summer Love est sorti pour les chaînes de télévision allemandes et australiennes seulement, et dispose d'une performance live de la chanson du concert Timberlake's Futuresex/Loveshow au Madison Square Garden, à New York. La chanson a été écrite et produite par Justin Timberlake, Timbaland, et Danja

## Liste des pistes
| 1. | Summer Love                          | 4:13 |
| 2. | Until The End Of Time (avec Beyoncé) | 5:22 |

## Classements et certifications
| Classement (2007)            | Meilleure position |
| ---------------------------- | ------------------ |
| Allemagne (Media Control AG) | 39                 |
| Autriche (Ö3 Austria Top 40) | 47                 |
| Canada (Hot 100)             | 8                  |
| États-Unis (Hot 100)         | 6                  |
| États-Unis (Pop Airplay)     | 1                  |
| États-Unis (Adult Pop Songs) | 24                 |
| Nouvelle-Zélande (RMNZ)      | 15                 |
| Slovaquie (IFPI Rádio)       | 22                 |
| Suède (Sverigetopplistan)    | 38                 |

| Pays              | Certification |
| ----------------- | ------------- |
| États-Unis (RIAA) | Platine       |